# Hexatoma jacobsoni
Hexatoma jacobsoni är en tvåvingeart som först beskrevs av Alexander 1927.  Hexatoma jacobsoni ingår i släktet Hexatoma och familjen småharkrankar. Inga underarter finns listade i Catalogue of Life.